# Harley and the Davidsons
Harley and the Davidsons es una miniserie estadounidense transmitida del 5 de septiembre del 2016 hasta el 7 de septiembre del 2016 a través de la cadena Discovery Channel.
Contó con la participación de los actores Alistair Petrie, Nick Rhys, Joe McGann, Mitchell Hunt, Walter van Dyk, Stephen Hogan, entre otros.

## Historia
Basado en una historia real, la miniserie conmemora el nacimiento de la moto icónica "Harley-Davidson" durante un tiempo de gran cambio social y tecnológico al comienzo del siglo XX. Los hermanos Walter Davidson y Arthur Davidson y su amigo Bill Harley arriesgaron su fortuna y estilo de vida para lanzar la inminente empresa. 
Cada uno de ellos hombres se enfrenta a distintos retos, pero la motocicleta es la que los une en sus sueños y ambiciones. Para Walter, la empresa es una oportunidad de escapar de las limitaciones sociales, de ignorar las reglas y construir una moto que pudiese ir a cualquier lugar y manejarla salvajemente. Para Arthur, es la oportunidad de crearse por fin un buen nombre y finalmente para Bill, la moto es una oportunidad de liberarse de sus autoritarios padres y aportar su talento como ingeniero.
Construidas en un granero de Milwaukee, las motocicletas son capaces de sobrevivir prácticamente todas las condiciones imaginables. Walter realmente pone las motos a prueba, su feroz ambición lo propulsa a ser un piloto de carreras de élite, compitiendo en peligrosas carreras por todo el país. 
Los impulsos temerarios de Walter ponen a la "Harley-Davidson" en el mapa y lleva a la compañía a adelantar en algún momento al George M. Hendee, el presidente de su principal competidor "Indian Motorcycles", quien tenía gran peso en el mercado.
Walter, Arthur y Bill también se enfrentan a cuestiones morales subyacentes: ¿hasta dónde estarían dispuestos a llegar para tener éxito?, competir en carreras podría tener consecuencias mortales, especialmente con el auge de los peligrosos circuitos alrededor del país. Impulsados por su ingenuidad, innovación y diseño, los fundadores de "Harley-Davidson" se enfrentan a sus rivales, que eran mucho más grandes. Pero también contarán con el apoyo de sus esposas Emma Rosenheim-Davidson, Clara Beisel-Davidson y Anna Jachthuber-Harley.
Aunque llega la Gran Depresión  y la industria del motociclismo es diezmada. La marca "Harley-Davidson" continúa tentando a la suerte con sus ideas de negocio vanguardistas y logran formar un legado que ha durado más de 100 años. Se convierte, así, en una de las empresas más respetadas y famosas del mundo hasta nuestros días.

## Personajes

### Personajes principales
| Actor           | Personaje               | Ocupación                                            | Nº de episodios | Duración |
| --------------- | ----------------------- | ---------------------------------------------------- | --------------- | -------- |
| Michiel Huisman | Walter Davidson         | Presidente y Fundador de "Harley-Davidson"           | 3               | 2016     |
| Bug Hall        | Arthur Davidson         | Gerente de Ventas y Co-Fundador de "Harley-Davidson" | 3               | 2016     |
| Robert Aramayo  | William "Bill" Harley   | Ingeniero y Co-Fundador de "Harley-Davidson"         | 3               | 2016     |
| Hera Hilmar     | Emma Rosenheim-Davidson | Esposa de Walter                                     | 2               | 2016     |
| Essa O’ Shea    | Clara Beisel-Davidson   | Esposa de Arthur                                     | 3               | 2016     |
| Annie Read      | Anna Jachthuber-Harley  | Esposa de Bill                                       | 3               | 2016     |

### Personajes secundarios
| Actor            | Personaje                      | Ocupación                                                    | Nº de episodios | Duración |
| ---------------- | ------------------------------ | ------------------------------------------------------------ | --------------- | -------- |
| Daniel Coonan    | William A. "Big Bill" Davidson | Gerente y Cofundador de la Fábrica "Harley-Davidson"         | 3               | 2016     |
| Philip Brodie    | George M. Hendee               | Corredor de Bicicletas y Presidente de "Indian Motorcycles"  | 2               | 2016     |
| Gabriel Luna     | Eddie "Texas Cyclone" Hasha    | Corredor de Motocicletas                                     | 1               | 2016     |
| Tommy Bastow     | Otto "Camelback" Walker        | Corredor y Miembro del Equipo de "Harley-Davidson"           | 1               | 2016     |
| Wilson Bethel    | Ray "Kanas Cyclone" Weishaar   | Corredor y Miembro del Equipo de "Harley-Davidson"           | 1               | 2016     |
| Alex Shaffer     | Albert "Shrimp" Burns          | Corredor del Equipo de "Harley-Davidson"                     | 1               | 2016     |
| Sean H. Scully   | Walter C. Davidson, Jr.        | Miembro del Equipo "Harley-Davidson" / Hijo de Walter y Emma | 1               | 2016     |
| Dougray Scott    | Randall James                  | -                                                            | 1               | 2016     |
| Stephen Rider    | William B. Johnson             | Corredor y Distribuidor de las "Harley-Davidson"             | 1               | 2016     |
| Jessica Camacho  | Reya                           | Miembro del Club de "Harley-Davidson"                        | 1               | 2016     |
| Gerald Lepkowski | William C. Davidson            | Padre de Walter, Arthur y William                            | 1               | 2016     |
| Sean Campion     | William S. "Will" Harley       | Padre de Bill                                                | 1               | 2016     |

### Otros personajes
| Actor                 | Personaje               | Ocupación                                                      | Nº de episodios | Duración |
| --------------------- | ----------------------- | -------------------------------------------------------------- | --------------- | -------- |
| Rufus Wright          | CH Lang                 | Fundador de "C.H. Lang Co." / Distribuidor de Harley-Davidson" | 3               | 2016     |
| Ed Birch              | Joe Harley              | -                                                              | 2               | 2016     |
| Olimpia Melinte       | May                     | Esposa de Red                                                  | 2               | 2016     |
| Jane Slavin           | Mary Smith-Harley       | Madre de Bill                                                  | 2               | 2016     |
| Dragos Panait         | -                       | Abogado                                                        | 2               | 2016     |
| Alistair Petrie       | Edsel Ford              | Presidente de la "Ford Motor Company"                          | 1               | 2016     |
| Nick Rhys             | Joe Petrali             | Corredor de la "Harley-Davidson"                               | 1               | 2016     |
| Jim Liu               | Soichiro Yataro         | -                                                              | 1               | 2016     |
| Stewart Alexander     | Luther Mason            | -                                                              | 1               | 2016     |
| Mish Boyko            | Shane                   | -                                                              | 1               | 2016     |
| Janet Spencer-Turner  | Margaret Adams-Davidson | Madre de William, Walter y Arthur                              | 1               | 2016     |
| Oliver Lepadatu       | -                       | Hijo de William "Big Bill"                                     | 1               | 2016     |
| Stefan Toma Mardari   | -                       | Hijo de William "Big Bill"                                     | 1               | 2016     |
| Stefan Manole         | -                       | Hijo de William "Big Bill"                                     | 1               | 2016     |
| Luca Stan             | -                       | Hijo de Walter y Emma                                          | 1               | 2016     |
| Noah Pomponiu         | -                       | Hijo de Walter y Emma                                          | 1               | 2016     |
| Mara Lupulescu Soare  | -                       | Hija de Arthur y Clara                                         | 1               | 2016     |
| Darius Nita           | Johnny Harley           | Hijo de Bill y Anna                                            | 1               | 2016     |
| Sofia Maria Badea     | -                       | Hija de Bill y Anna                                            | 1               | 2016     |
| Patrick Andrei Stoian | -                       | Hijo de Anna                                                   | 1               | 2016     |
| Song-Hung Chang       | Mr. Sankyo              | -                                                              | 1               | 2016     |

## Episodios
La miniserie estuvo conformada por 3 episodios.

## Premios y nominaciones
| Año  | Categoría                                  | Premio       | Nominados (as) | Resultado |
| ---- | ------------------------------------------ | ------------ | -------------- | --------- |
| 2016 | Movie, Miniseries, or Pilot for Television | ASC TV Award | Balazs Bolygo  | pendiente |

## Producción
La miniserie contó con la participación de los directores Ciaran Donnelly y Stephen Kay, así como de los escritores Seth Fisher, Nick Schenk y Evan Wright.
Contó con los productores Peter McAleese, con los productores ejecutivos Dimitri Doganis, Ciaran Donnelly, John Goldwyn, Evan Wright y Seth Fisher, junto a los coproductores ejecutivos Michael Fischler, Tony Mark, Nick Schenk y Piers Vellacott, los productores asociados Nicole Jackson, Zander Levy y Sandra Shuttleworth, el post-productor Dan Bentham, el productor de línea Jayson de Rosner y por Rowan Greenaway.
La música estuvo a cargo de Mateo Messina, mientras que la cinematografía estuvo en manos de Balazs Bolygo y la edición fue realizada por Andrew MacRitchie y Oral Norrie Ottey.
La miniserie fue filmada en Castel Film Studios, Bucarest, Rumania.
Contó con la compañía de producción "Raw Television", en el 2016 fue distribuida por "Discovery Channel" a través de la televisión de Estados Unidos, el Reino Unido y los Países Bajos y por "DMAX" en la televisión de Italia. Otras compañías que participaron en la miniserie fueron "HireWorks" y "Take 2 Films".

## Distribución internacional
| País         | Título                  | Cadena            | Fecha de Inicio         | Fecha de Finalización |
| ------------ | ----------------------- | ----------------- | ----------------------- | --------------------- |
| Italia       | -                       | Dmax              | 4 de octubre de 2016    | -                     |
| México       | -                       | -                 | septiembre de 2016      | -                     |
| Países Bajos | -                       | Discovery Channel | 8 de octubre de 2016    | -                     |
| Reino Unido  | -                       | Discovery Channel | 9 de septiembre de 2016 | -                     |
| Rusia        | Харли и братья Дэвидсон | -                 | -                       | -                     |